# Іващенко Еліна Олександрівна
Еліна Олександрівна Іващенко (нар. 9 січня 2002, Бровари, Україна) — українська співачка, радіоведуча, переможниця вокального талант-шоу «Голос. Діти» (2016), вокального шоу «X-Фактор» (2019), переможниця «Чорноморські ігри 2018», лауреат І премії фестивалю «Слов'янський базар 2020».

## Життєпис
Еліна Іващенко народилася 2002 року в місті Бровари Київської області України. Дівчина є сиротою, яку після смерті мами виховували бабуся з дідусем.
Закінчила Броварську музичну школу. Навчається у Київському інституті музики імені Р. М. Глієра.
Ведуча української радіостанції «Наше Радіо».
Влітку 2019 році Іващенко пройшла кастинг на десятий сезон талант-шоу «X-Фактор». Під керівництвом наставника, Ігоря Кондратюка, 28 грудня вона перемогла у шоу. Під час шоу вона почала співпрацю з музичним продюсером Вадимом Лисицею.
На початку 2020 року стало відомо що вона братиме участь у національному відборі на пісенний конкурс «Євробачення». 15 лютого вона виступила у півфіналі відбору з авторською піснею «Get up», де посіла п'яте місце.
У липні вона брала участь у 29-му міжнародному фестивалі «Слов'янський базар» у Вітебську, де вона виконала дві композиції: українську народну «Ой, у вишневому саду» та «Listen» співачки Бейонсе. Наприкінці того ж місяця вона випустила другий сингл «Друзі» який написала авторка-виконавиця Світлана Кравчук більш відома як Ейра.
| Виступи на «X-Фактор»       | Виступи на «X-Фактор»                    | Виступи на «X-Фактор»              | Виступи на «X-Фактор»         |
| Етап                        | Пісня                                    | Тема                               | Результат                     |
| --------------------------- | ---------------------------------------- | ---------------------------------- | ----------------------------- |
| Кастинг                     | «Stone Cold» (Демі Ловато)               | Вільний вибір                      | Тренувальний табір            |
| Тренувальний табір 1-й етап | Невідомо                                 | Вільний вибір                      | 2-й етап тренувального табору |
| Тренувальний табір 2-й етап | «Without You» (Мерая Кері)               | Вільний вибір                      | 3-й етап тренувального табору |
| Тренувальний табір 3-й етап | «Танцы на стеклах» (Максим Фадєєв)       | Вільний вибір                      | Допущений до живих виступів   |
| 1-й прямий ефір             | «Кукушка» («Кино»)                       | Хіти всіх часів і народів          | У безпеці                     |
| 2-й прямий ефір             | «Single Ladies» (Бейонсе)                | Хіти 00-х                          | У безпеці                     |
| 3-й прямий ефір             | «I Will Always Love You» (Вітні Х'юстон) | Кіновечір                          | У безпеці                     |
| 3-й прямий ефір             | «Выше облаков» (Тіна Кароль)             | Пісня, яка допоможе пройти у фінал | У безпеці                     |
| 4-й прямий ефір Фінал       | «Stone Cold» (Демі Ловато)               | Пісня з кастингу                   | У безпеці                     |
| 4-й прямий ефір Фінал       | «Мати каже правду» (Олег Винник)         | Дует із зіркою                     | У безпеці                     |
| 4-й прямий ефір Фінал       | «Get up»                                 | Авторська пісня                    | У безпеці                     |
| 5-й прямий ефір Суперфінал  | «Single Ladies» (Бейонсе)                | Найкращий виступ                   | Переможниця                   |
| 5-й прямий ефір Суперфінал  | «Де ти там» (Квітка Цісик)               | Новорічна пісня                    | Переможниця                   |

## Відзнаки
- 2007 - «Вибір року»[9]
- 2018 - гран-прі на всеукраїнському фестивалі «Чорноморські ігри»
- 2020 - 1-ша премія на міжнародному фестивалі мистецтв «Слов'янський базар»[10]